# كنوت غونارسون هيلاند
كنوت غونارسون هيلاند (بالنرويجية البوكمول: Knut Gunnarsson Helland)‏ هو صانع آلة موسيقية ‏ نرويجي، ولد في 6 نوفمبر 1880 في بو في النرويج، وتوفي في 1920.